# Isaac Pitman
Isaac Pitman (Trowbridge, Wiltshire, 1813. január 4. – Bath, 1897. január 22.) a róla elnevezett angol gyorsírási rendszer feltalálója.

## Pályafutása
A gyorsírást 17 éves korában kezdte tanulni Harding, majd Taylor rendszere nyomán és ezen tanulmányainak végeredményeképpen 1837-ben Stenographic sound hand cím alatt kiadta munkáját, melyben az addig ismeretlen fonetikai írásnak vetette meg alapját, szakítva az angol helyesírással, mely tudvalevőleg nagyon eltér a beszédhangok hű jelölésétől. Rendszerében nem annyira a hangzók, mint inkább a mássalhangzók jelölése a fő elv. 1839-ben átköltözött Bathba és itt idejét kizárólag rendszerének tökéletesítésére szentelte, külön könyvsajtót rendezvén be annak számára. 1842-ben itt megalapította a Phonetic Journalt, mely lap széles körökben legfőbb terjesztője rendszerének. A Pitman-gyorsírást francia, spanyol, német nyelvekre is átültették. Később a magyar nyelvre való áttételnek is kezdeményezője akadt, de kevés sikerrel. 1887-ben Londonban az első nemzetközi gyorsíró kongresszus alkalmával ötvenéves jubileumát ünnepelték Pitman rendszerének.